# Vivian Weyll
Vivian Weyll (Rio de Janeiro, 3 de maio de 1987) é atriz e apresentadora brasileira.
Iniciou sua carreira em 1995, desde então vem realizando diversos trabalhos como atriz e apresentadora.

## Carreira

### Televisão
Telenovelas
- 2006 – O Profeta - Zuzu
- 2005 – Alma Gêmea - Pati
- 2005 - Floribella - Luli
- 2004 - Senhora do Destino - Marcela
- 2003 – Chocolate com Pimenta - Joice
- 2003 – Celebridade - Elenco de Apoio
- 1997 – Por Amor - Elenco de Apoio

Seriados
- 2004 – A Diarista - Taiza
- 2000/2001 – Bambuluá - Jujuba
- 1999 – Linha Direta - Francisca
- 1999 - Você Decide - Dorinha
- 97/99 – Teca na TV - Teca

Programas
- 2007 - Retrospectiva 10 Anos - Canal Futura - Apresentadora
- 2005 – Tecendo o Saber - Clarissa
- 2002 - Esporte Espetacular - Apresentadora
- 2001 – Nickelodeon - Repórter
- 2001 - Alô Vídeo Escola - Beta
- 2000 - 2002 TV Globinho - Jujuba
- 2000 - Angel Mix - Repórter
- 2000 - Angel Road - Catarina
- 1999 – Santo de casa não faz milagre - Biba
- 1998 – Dia Temático Terra Futura - Apresentadora

### Cinema
- 1999 – Longa Metragem: “Chatô o Rei do Brasil” - Nonoca (Filha de Chatô)
- 1997 – Longa Metragem: “Vila Lobos, Uma vida de paixão” - Irmã de Vila Lobos na infância
- 1997 - Curta metragem: “O Vale Encantado” - Chapeuzinho Vermelho

### Teatro
- 2007 - O Último Virgem Carioca - Suelem
- 2004 - Geração Trianon - Mocinha
- 2003/2004 – O Zorro - Izabela
- 2002 - Namoro - Simone
- 2000/2001 – A Bela Adormecida - Bela Adormecida
- 1999/2000 – Branca de Neve - Branca de Neve
- 1997 - Pollyana - Milli